# Энгельке, Анке
А́нке Кристи́на Э́нгельке (нем. Anke Christina Engelke, в браке А́нке Кристи́на Фи́шер, нем. Anke Christina Fischer) (род. 21 декабря 1965, Монреаль, Квебек, Канада) — немецкая телеведущая, актриса и комедиантка.

## Биография
Родители Энгельке были немцы. Её семья переехала в Кёльн в 1971 году. В раннем детстве у неё начал проявляться талант певицы. В 1978 году Георг Боссерт обратил на неё внимание во время выступления в школьном хоре.
С 1979 по 1986 год она была ведущей ежедневного детского телешоу, транслируемого с Funkausstellung (немецкой радиовыставки, проводимой раз в два года в Берлине), а также еженедельного шоу Pfiff в спортивном журнале для детей и молодежи. С 1978 по 1980 год она вела шоу «Moment mal» (Погодите-ка) на канале RTL. Канал SWF3 впервые пригласил её на работу в 1986 году в качестве редактора; позже она была там ведущей до 1998 года. Она пела с Фредом Келлнером (Fred Kellner) и знаменитой группой Soul Sisters с 1989 года. С 1993 года она была участницей комедийного ансамбля «Gagtory» на канале SWF3.
С 1994 по 2000 год Энгельке была замужем за клавишником Андреасом Гриммом, от которого у нее есть дочь. В настоящее время замужем за музыкантом Клаусом Фишером, от которого у нее двое сыновей.
В 2011 году была соведущей со Штефаном Раабом и Юдит Ракерс Конкурса песни Евровидение—2011, проходившем в Германии, Дюссельдорфе 10, 12 и 14 мая.

## Избранная фильмография
- 2006 — Динозаврик Урмель — Пэг
- 2008 — Импи – суперстар! — Пэг
- 2008 — Крутые девчонки — мать Милы
- 2010 — Крутые девчонки 2 — мать Милы
- 2015 — Ловушка для привидения — Хэтти Каминсид / Хедвиг Кюммелсафт

## Роли на телевидении
- 2018 — Германия-86 — 7 эпизодов
- 2020 — Германия-89 — 8 эпизодов

## Озвучка
- 1999: Тарзан — Джейн Поттер
- 2002: Маленький полярный медвежонок — Белая медведица мама
- 2003: В поисках Немо — Дори
- 2005: Маленький полярный медвежонок — Белая медведица мама
- 2006: Ах какая красивая Панама — Рыба
- 2006: Urmel aus dem Eis — Wutz
- 2007-: Симпсоны (сериал) — Мардж
- 2007: Симпсоны в кино — Мардж
- 2007: The Simpsons Game — Мардж
- 2008: Хортон — Кенгуру
- 2008: Urmel voll in Fahrt — Wutz
- 2011: Гномео и Джульетта — Нэнетт
- 2013: Экскурсанты — немецкий голос Алиса Лоу
- 2016: В поисках Дори — Дори